# Tomás Rossi
Tomás Daniel Rossi (San Francisco, 18 aprile 1999) è un calciatore argentino, difensore del Godoy Cruz.

## Caratteristiche tecniche
È un difensore centrale.

## Carriera
Cresciuto nel settore giovanile dello Sp. Belgrano (SF), ha debuttato in prima squadra (ed in generale tra i professionisti) il 17 gennaio 2019 nell'incontro di Copa Argentina perso 2-1 contro il Racing (C); nel medesimo anno ha anche giocato 7 partite nella terza divisione argentina, in cui ha poi disputato ulteriori 21 partite nel 2021. Nel gennaio del 2022 è stato ceduto in prestito al Gimnasia (CdU), altro club di terza divisione, dove ha trascorso una stagione da titolare trovando anche il primo gol in carriera, il 12 maggio proprio contro la squadra detentrice del suo cartellino. Rientrato a Belgrano, ha firmato il rinnovo del contratto rimanendo in rosa per tutto il 2023, anno in cui ha giocato ulteriori 15 partite in terza divisione, per poi passare in prestito al Nueva Chicago (club di seconda divisione) nel gennaio del 2024; con i neroverdi ha disputato 40 incontri di cui 39 dal primo minuto portando il club ad esercitare l'opzione per l'acquisto a titolo definitivo.
Il 3 gennaio 2025 è stato acquistato dal Godoy Cruz, club di prima divisione, ed il 28 gennaio seguente ha esordito in Primera División nella trasferta pareggiata 0-0 contro il Sarmiento (J)} Nel corso della stagione ha anche esordito nelle competizioni continentali della CONMEBOL, prendendo parte alla Coppa Sudamericana.

## Statistiche

### Presenze e reti nei club
Statistiche aggiornate al 29 aprile 2025.
| Stagione                 | Squadra                  | Campionato               | Campionato | Campionato | Coppe nazionali | Coppe nazionali | Coppe nazionali | Coppe continentali | Coppe continentali | Coppe continentali | Altre coppe | Altre coppe | Altre coppe | Totale | Totale | Totale |
| Stagione                 | Squadra                  | Comp                     | Pres       | Reti       | Comp            | Pres            | Reti            | Comp               | Pres               | Reti               | Comp        | Pres        | Reti        | Pres   | Reti   |        |
| ------------------------ | ------------------------ | ------------------------ | ---------- | ---------- | --------------- | --------------- | --------------- | ------------------ | ------------------ | ------------------ | ----------- | ----------- | ----------- | ------ | ------ | ------ |
| 2019-2020                | Sp. Belgrano (SF)        | TFA                      | 7          | 0          | CA              | 1               | 0               | -                  | -                  | -                  | -           | -           | -           | 8      | 0      |        |
| 2021                     | Sp. Belgrano (SF)        | TFA                      | 21         | 0          | CA              | 1               | 0               | -                  | -                  | -                  | -           | -           | -           | 22     | 0      |        |
| 2022                     | Gimnasia (CdU)           | TFA                      | 29         | 2          | CA              | 0               | 0               | -                  | -                  | -                  | -           | -           | -           | 29     | 2      |        |
| 2023                     | Sp. Belgrano (SF)        | TFA                      | 15         | 0          | CA              | 0               | 0               | -                  | -                  | -                  | -           | -           | -           | 15     | 0      |        |
| Totale Sportivo Belgrano | Totale Sportivo Belgrano | Totale Sportivo Belgrano | 43         | 0          |                 | 2               | 0               |                    | -                  | -                  |             | -           | -           | 45     | 0      |        |
| 2024                     | Nueva Chicago            | PBN                      | 40         | 3          | CA              | 0               | 0               | -                  | -                  | -                  | -           | -           | -           | 40     | 3      |        |
| 2025                     | Godoy Cruz               | PD                       | 4          | 0          | CA              | 1               | 0               | CS                 | 2                  | 0                  | -           | -           | -           | 7      | 0      |        |
| Totale carriera          | Totale carriera          | Totale carriera          | 116        | 5          |                 | 3               | 0               |                    | 2                  | 0                  |             | -           | -           | 121    | 5      |        |